# 卡热疆峰
卡热疆峰是一座位于中国西藏的山峰，毗鄰不丹接壤的邊境，距離庫拉岡日峰约4千米，屬於喜馬拉雅山脈的一部分。卡热疆群峰的最高峰为卡热疆I峰或卡热疆南峰，海拔高度7,221米，至今还未有人登顶。其余主要山峰包括卡热疆北峰（7096米），卡热疆II峰（中峰）（7045米），卡热疆III峰（或塔普托岗日峰）（6820米）和东北山肩的顶部（6400米）。

## 攀登尝试
1986年，一支日本探险队成功登上了卡热疆II峰。
卡热疆I峰仍为未登峰。一支荷兰登山队于2001年9月至10月间尝试攀登此峰，但未成功。 该登山队随后改变目标，登上了卡热疆III峰。根据该队队员的说法，卡热疆I峰整体极为陡峭，攀登困难，而当时恶劣的天气使得攀登行动更加危险。
2010年， 美国登山者Joe Puryear和David Gottlieb获得攀登卡热疆I峰的希普顿.提尔曼奖，但是未能取得攀登许可。两人随后尝试攀登了位于该峰以西420千米处的拉布吉康峰，未能成功，且Joe Puryear因滑坠遇难。